# Anna Maria Lubomirska (Hanka)
Anna Maria Eleonora «Hanka» ks. Lubomirska h. Drużyna (ur. 23 maja 1891 w Miżyńcu, zm. 29 czerwca 1943 w Rozwadowie) – polska działaczka społeczna

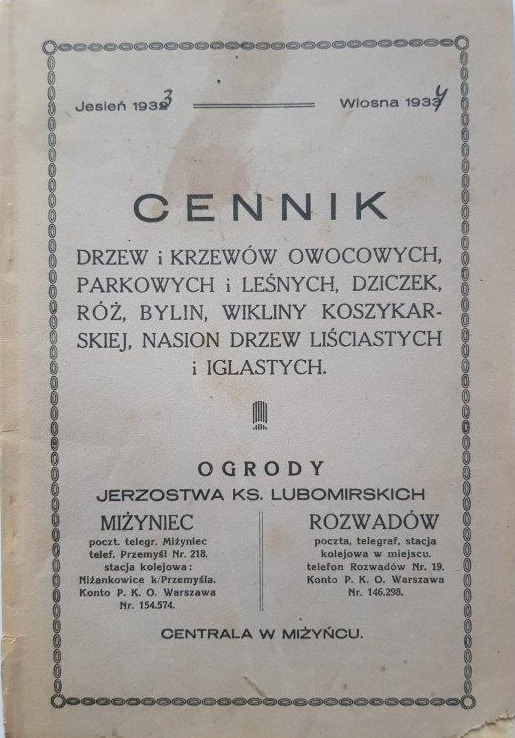
Cennik drzewek i kwiatów z ogrodów Lubomirskiej

## Życiorys
Córka Adama Franciszka Lubomirskiego i Marii Wandy Eleonory hr. Zamoyskiej z Zamościa herbu Jelita.
14 lutego 1924 w Miżyńcu wyszła za mąż za Jerzego Ignacego Lubomirskiego. Po ślubie zamieszkali w dworku myśliwskim w Charzewicach w majątku męża. Zaangażowała się w odbudowę majątku po zniszczeniach I wojny i działalność społeczną. W budynku przy stacji kolejowej urządziła ochronkę dla dzieci z Rozwadowa i Charzewic. Część swojego domu w Rozwadowie przekazała dla sierot, którymi opiekowały się siostry zakonne ze zgromadzenia franciszkanek.
W okresie międzywojennym założyła szklarnie i ogrody w Charzewicach, które szybko stały się uznanym ośrodkiem ogrodniczym w międzywojennej Polsce. Oprócz wielu gatunków róż, szkółka prowadziła także produkcję drzew i krzewów ozdobnych: brzóz, głogów, dębów, tawuł i wierzb. Ogrodami i szkółkami kierował znany ogrodnik, pisarz i publicysta z dziedziny ogrodnictwa i botaniki Stefan Makowiecki (1860–1949).
Po wybuchu II wojny razem z mężem udzielali pomocy poszkodowanym ludziom, mimo własnych trudności organizowali pomoc dla wojennych przesiedleńców napływających do Rozwadowa. We wrześniu 1939 roku zainicjowała powstanie społecznej akcji charytatywnej dla żołnierzy i uciekinierów. Zapewniała im wyżywienie i pomoc medyczną. Następnie objęła opieką przybywających do Rozwadowa Polaków wysiedlonych przez Niemców z Poznańskiego. Organizacja została nazwana Komitetem dla Uchodźców i Wygnańców w Rozwadowie, która później działała jako PCK. W swoim domu udzielała schronienia wielu krewnym i znajomym, pozbawionym dachu nad głową. Wspierała finansowo więźniów i internowanych Żydów. Przydzielała razem z mężem wysiedleńcom działki ziemi na ogródki i nasiona roślin, a na zimę opał, odzież i zapomogi pieniężne.
Zaangażowała się też w działalność Armii Krajowej, była łączniczką w Armii Krajowej, nosiła pseudonim „Sowa”. Według przekazów mieszkańców, pomogła oddziałom AK na tym terenie m.in. w zorganizowaniu wykonania wyroku śmierci na Martinie Fuldnerze, który wówczas zarządzał majątkiem Lubomirskich w Charzewicach, za zorganizowanie mordu rodziny Horodyńskich ze Zbydniowa.
Zmarła w 1943. Została pochowana w krypcie rodziny w Rozwadowie.

## Upamiętnienie
W uznaniu jej zasług na rzecz mieszkańców Rozwadowa i okolic, Rada Niasta Stalowa Wola w 2013 przyjęła uchwałę, którą nadała jednej z ulic w Charzewicach imię Księżnej Anny „Hanki” Lubomirskiej.